# المتحف الزراعي المصري
المتحف الزراعي في مصر كان الغرض من إنشائه هو التوثيق لذاكرة مصر الزراعية، ونافذة تطل منها كل الأجيال علي حضارة مصر الزراعية، فضلاً عن كونه مركزاً للثقافة الزراعية، وكان المتحف قد أقيم في سراي الأميرة فاطمة إسماعيل ابنة الخديوي إسماعيل في حي الدقي، وقد بدأ العمل به في عام 1930 عندما صدر قرار مجلس الوزراء المصري في 21 نوفمبر من عام 1927، وأطلق عليه في البداية اسم «متحف فؤاد الأول الزراعي». ويمكن اعتبار هذا المتحف ثمانية متاحف لا متحف واحد، وتزيد مساحة هذا المتحف علي ثلاثين فداناً، أي ما يعادل 175ألف متر مربع، ويعد أول متحف زراعي في العالم،

## مقتنيات المتحف
ويضم آلاف المعروضات والمقتنيات التي تقدم في مجملها قراءة تاريخية للزراعة وتطورها في مصر منذ عصر الفراعنة، يمثل المتحف قبلة للعلماء والباحثين في مجال الأبحاث والدراسات الزراعية والبيطرية والتاريخية وتوجد بالمتحف مقتنيات ونباتات نادرة بعضها انقرض من الوجود، مثل نبات (البرساء) الذي كان مقدساً عند الفراعنة، ونماذج لآلات زراعية تاريخية مثل المجرش أو آلة طحن الحبوب، التي يعود تاريخها إلي 15 ألف سنة، هذا فضلاً عن الكثير من الصور الفوتوغرافية والأعمال الفنية الزيتية التي تحيلك إلي أجواء الماضي، وتطور الأساليب الزراعية لدي الفلاح المصري، وأشكال الحياة القروية عبر التاريخ

## وصف المتحف
هو ثاني أهم مكان متخصص في «الزراعة» على مستوى العالم بعد المتحف الزراعى في العاصمة المجرية «بودابست». يعود فضل إنشاء المتحف الزراعى إلى الملك فؤاد الأول، الذي كان يرى أنه من الضرورى أن يكون لمصر متحف زراعى تكون مهمته نشر المعلومات الزراعية والاقتصادية في البلاد، وتمت الاستعانة بمصمم المتحف الزراعى في العاصمة المجرية «بودابست» ليقوم بتصميم المتحف الزراعى المصري، ووقع الاختيار على سراى الأميرة فاطمة إسماعيل، ابنة الخديو إسماعيل، وشقيقة الملك فؤاد الأول، ليكون متحفاً زراعياً
يعد المتحف الزراعي من أكبر المتاحف في مصر إذ تبلغ مساحته 125 ألف متر مربع وكان المتحف قصرا للأميرة فاطمة إسماعيل ابنة الخديوي إسماعيل، ويتكون المتحف من ثلاث مبان لمعروضات خصص المبني الأول المملكة النباتية والمبني الثاني لمعروضات المملكة الحيوانية والمبني الثالث يضم المعرض التاريخي للزراعة المصرية منذ عهد ما قبل التاريخ إلي يومناهذا.
و بالمتحف أيضا مكتبة وقاعات للسينما والمحاضرات وكذلك يضم المجموعة الحشرية

## العنوان
يوجد المتحف في شارع المتحف الزراعي بحي الدقي - بالقرب من وزارة الزراعة المصرية.

## متحف الزراعة المصرية القديمة
في خطة إنشاء المتحف الزراعي المصري، ليكون نافذة تطل منها الأجيال على حضارة مصر العريقة في مجال الزراعة ولنشر المعلومات الزراعية والاقتصادية في البلاد، تم إنشاء متحف الزراعة المصرية القديمة في العصر الفرعوني عام 1996.
هذا المتحف يمثل أول حلقة في سلسلة تاريخ تطور الزراعة في مصر، فهو يعرض تاريخ الزراعة منذ عصر ما قبل التاريخ حتى أواخر العصر الفرعوني... ويبرز الدور الريادي المصري في مجال الزراعة، وأن المصريين القدماء هم احسن زرّاع عرفهم التاريخ. ينفرد متحف الزراعة المصرية القديمة عن متاحف العالم باقتناء مجموعة أثرية زراعية كاملة، بالإضافة إلى أنه يضم عروضاً تجعله متحفاً فنيا للتاريخ الطبيعي.
ففي الطابق الأرضي، يعرض المتحف كل ما يتصل بالنشاط الزراعي قديماً، والأدوات والآلات الزراعية، ويشرح كيف اهتدى إليها المصري القديم وطورها، وهناك مقتنيات هامة تمثل أغلب الحاصلات الزراعية التي عرفتها مصر القديمة مع قطع أثرية توضح أهم الصناعات الزراعية والبيئية.

## المتحف الزراعي المصري (دمج)
هذة مقالة تم قصها من صفحة محافظة الجيزة لعدم الارتباط وتم ضمها لهذه الصفحة، وهي تحتاج إلي دمجها في جسد المقالة الاصل
يعتبر واحد من أكبر المتاحف في العالم حيث يمثل الزراعة في العصور القديمة وهو يتيح لزائره التعرف على تطور الحياة في الريف المصري.
يوجد في محافظة الجيزة -شمال مصر- وفي أحد أحيائها «الدقي» يقع هذا المتحف الضخم، الذي يضم 7 متاحف كبيرة، وتزيد مساحته عن 30 فدانا (125 ألف متر مربع)، افتتح منذ أكثر من 60 عاما، كأول متحف زراعي في العالم، ويحوي آلاف المعروضات التي تتناول تاريخ الزراعة في مصر منذ البدايات الأولى لخطوات الإنسان على أرض مصر، وحتى عصرنا الحالي.
صدر قرار إنشاءه ا في يوم (18 من جمادى الآخرة 1348هـ=21 من نوفمبر1929م) بإنشاء المتحف الزراعي المصري بسراي الأميرة «فاطمة إسماعيل» التي وهبتها للجامعة المصرية وعلى أرض وقف للسيدة ذو الأفكار المكاوي.
تم استلام السراي وتجهيزها بما يلائم أن تكون متحفا، وافتتح المتحف في (15 من ذي القعدة 1356هـ= 16 من يناير 1938م) وأطلق عليه في البداية «متحف فؤاد الأول الزراعي»، وكان الهدف منه تسجيل وعرض تطور الزراعة المصرية، إذ إن مصر من البلاد العريقة في المجال الزراعي، ولعب المصري دورا كبيرا في تطوير الزراعة وابتكار آلاتها.
بلغت مساحة المتحف الزراعي حوالي 30 فدانا (125 ألف متر مربع)، تشغل منها مباني المتاحف حوالي 20 ألف متر مربع، وباقي مساحة المتحف حديقة تضم أنواعا متعددة من الأشجار والنباتات النادرة، والمسطحات الخضراء؛ إضافة إلى حديقتين على الطراز الفرعوني.
يملك المتحف نوادر قيمة لا توجد في أي مكان في العالم، ومنها نبات انقرض من الوجود ولا يوجد إلا في المتحف، وهو نبات «البرساء» الذي كان مقدسا عند الفراعنة، حيث يحتفظ المتحف بأوراق وثمار وساق هذا النبات.
كما يضم المتحف مجرشا (آله لطحن الحبوب) يرجع تاريخها إلى 15 ألف سنة، ومئات من الصور الفوتوغرافية، وعددا كبيرا من اللوحات الفنية والماكيتات التي تجعلك تعيش ماضيها وأنت بين يديها.
يضم المتحف الزراعي –حاليا- سبعة متاحف تستخدم أحدث وسائل العرض، وبطرق علمية راقية من حيث الإضاءة والهواء وطريقة العرض، نظرا لأن غالبية المعروضات في المتحف من المواد العضوية التي تتفاعل مع الرطوبة والضوء، لذلك استخدمت بعض الأجهزة الحديثة لمعالجة بعض أنواع الأشعة في «فاترينات» العرض، وأجهزة لامتصاص الرطوبة بطرق علمية دقيقة. وجاء عرض مقتنيات المتحف وفق أسلوب علمي وتاريخي؛ حيث اختيرت المعروضات لتكمل الصورة التي يحاول كل متحف رسمها أو توصيلها للزائر أو المتخصص.

## وصلات خارجية
- الموقع الرسمي المتحف الزراعي المصري